# Okręg Waldenburg
Okręg Waldenburg (niem. Bezirk Waldenburg) – okręg w Szwajcarii, w kantonie Bazylea-Okręg, o pow. ok. 105 km², zamieszkały przez ok. 16 tys. osób. Siedzibą okręgu jest miejscowość Waldenburg. 

## Podział administracyjny
W skład okręgu wchodzi 15 gmin (Einwohnergemeinde):
1. Arboldswil
2. Bennwil
3. Bretzwil
4. Diegten
5. Eptingen
6. Hölstein
7. Lampenberg
8. Langenbruck
9. Lauwil
10. Liedertswil
11. Niederdorf
12. Oberdorf
13. Reigoldswil
14. Titterten
15. Waldenburg